# Asociación Panamericana de Periodistas de Cine y Televisión
Pan-American Association of Film & Television Journalists, traducido como Asociación Panamericana de Periodistas de Cine y Televisión, o también conocida como Los PAAFTJ, es una ceremonia anual de premios organizada por una organización sin fines de lucro con sede en Burbank, California. 
Los primeros premios anuales se otorgaron el 8 de julio de 2012. El PAAFTJ rinde homenaje a los mejores logros en televisión comercial y no comercial en los EE. UU. Los miembros de PAAFTJ votan anualmente por los Premios de televisión PAAFTJ, que se presentan en espectáculos destacados en campos como el drama, la comedia, la variedad y la animación. A partir de 2013, las categorías se han reducido a 45.